# Oboe
Oboe (akronim ang. Observer Bombing Over Enemy) – brytyjski system radionawigacji służący do dokładnego naprowadzania samolotów bombowych w czasie II wojny światowej. Opracowany został około 1942 roku jako uzupełnienie systemu nawigacyjnego Gee.
System oparty był na dwóch radiolatarniach pracujące na częstotliwości 220 MHz połączonych kablem w celu synchronizacji. Dokładność wyznaczania pozycji była wysoka z promieniem błędu wynoszącym około 110 metrów przy w zasięgu 400 km.